# NGC 778
NGC 778 في الفهرس العام الجديد، هي مجرة، تقع في كوكبة المثلث. اكتشفت في 5 نوفمبر 1866 بواسطة إدوارد ستيفان.

## روابط خارجية
- NGC 778 على موقع ويكي سكاي: DSS2, SDSS, GALEX, IRAS, Hydrogen α, X-Ray, Astrophoto, Sky Map, Articles and images